# TV3 Sport (TV-program)
TV 3 Sport var ett kort sportmagasin som sändes efter den sena TV 3 Direkt-sändningen söndagar till torsdagar. TV 3 Sport sändes i början av 2000-talet och bevakade all slags sport. Resultat och matchreferat, men även längre inslag. Programledare var bland annat Suzanne Sjögren och Richard Segeborn.
I samband med en boxningsmatch mellan Lennox Lewis och Mike Tyson 2002 gjorde TV 3 Sport reklam för Viasat Sport mitt i sina sändningar där telefonnumren till Viasat syntes i bakgrundsgrafiken. Detta blev mycket uppmärksammat.